# Watch Tower Bible and Tract Society of Pennsylvania

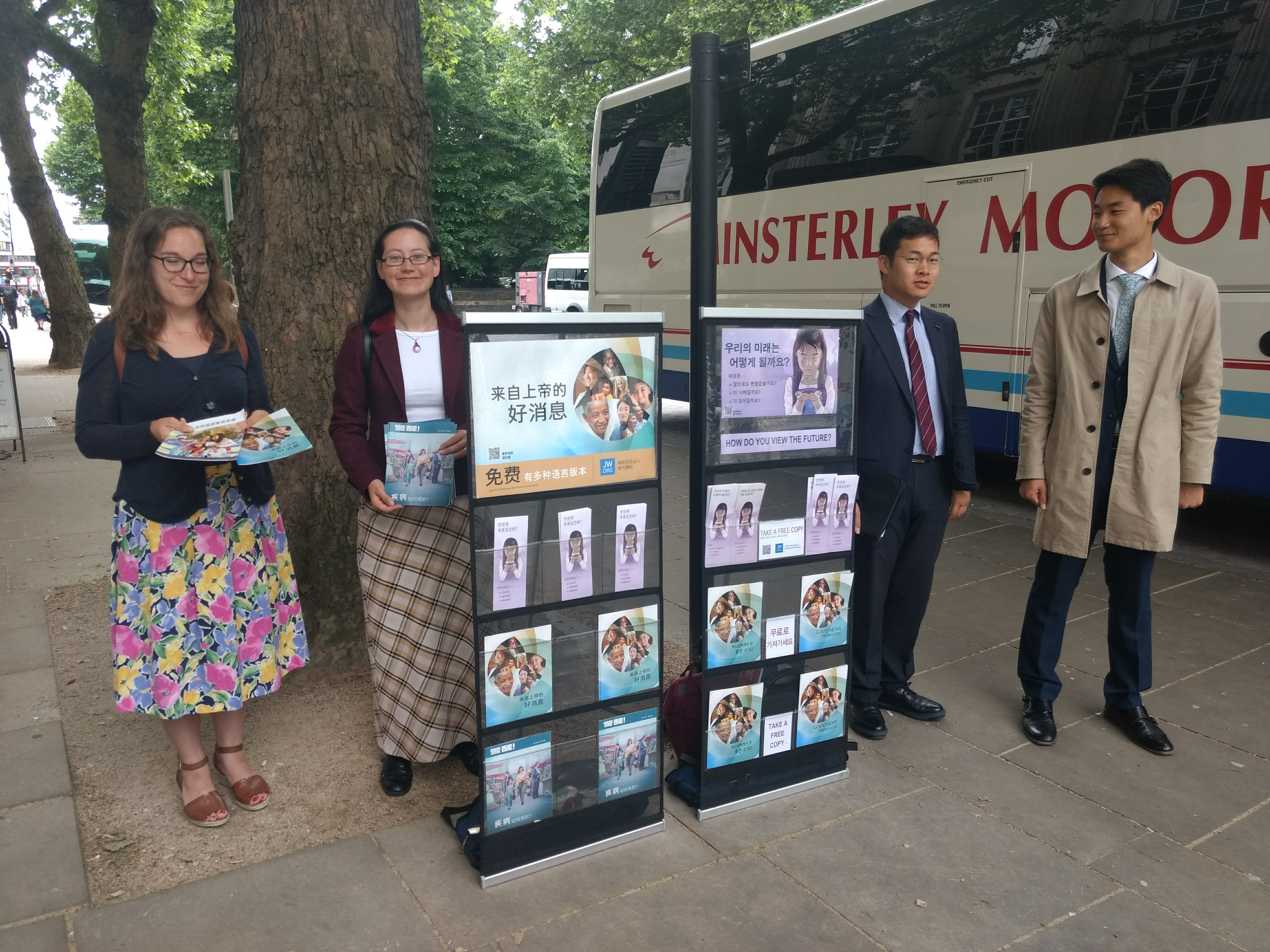
Exhibidores con publicaciones editadas por la Watchtower Bible and Tract Society of Pennsylvania, en el contexto de actividades de predicación por parte de precursores y publicadores en ejercicio en Londres, Reino Unido.

La Watch Tower Bible and Tract Society of Pennsylvania (en español, Sociedad Bíblica y de Tratados La Torre del Vigía de Pensilvania) es una corporación y editorial -regulada desde 1990 como una  organización 501(c)(3)- con sede en Warwick, Estados Unidos. Es la principal fuente de financiamiento y la más antigua entidad jurídica utilizada por los Testigos de Jehová. Su financiamiento se basa en el negocio editorial, mediante la distribución de publicaciones en formato físico y digital, así como en intereses directos e indirectos en el sector inmobiliario en todos los países donde opera. En la empresa editorial, evaluada en varios millones de dólares, trabajan numerosos testigos de Jehová de manera voluntaria, sin recibir remuneraciones.

## Historia
El 16 de febrero de 1881 se formó la Zion's Watch Tower Tract Society en Pittsburgh (Pensilvania, Estados Unidos) con el fin de organizar la impresión y distribución de tratados religiosos. William Henry Conley, un industrial y filántropo de Pittsburgh, fue presidente y Charles Taze Russell fue secretario-tesorero. La revista principal de la sociedad era La Torre del Vigía de Sión y heraldo de la presencia de cristo -posteriormente, La Torre del Vigía-, publicada por primera vez en 1879 por Russell, fundador del movimiento de Estudiantes de la Biblia. Otros de los primeros escritores de la Sociedad Watch Tower fueron J. H. Paton y W. I. Mann. La formación de la Sociedad Watch Tower se anunció en la edición de abril de 1881 de Zion's Watch Tower. Ese año, la sociedad recibió donaciones por $35.391,18.

### Presidencia de Russell
El 15 de diciembre de 1884, la sociedad se incorporó como Zion's Watch Tower Tract Society en Pensilvania como una corporación sin fines de lucro y sin acciones con Russell como presidente. La corporación estaba ubicada en Allegheny, Pensilvania. En sus estatutos, escritos por Russell, el propósito de la sociedad se declaraba como "la mejora mental, moral y religiosa de hombres y mujeres, mediante la enseñanza de la Biblia mediante la publicación y distribución de Biblias, libros, periódicos, folletos y otra literatura bíblica". , y ofreciendo conferencias orales gratuitas para el pueblo". Los estatutos preveían una junta de siete directores, tres de los cuales se desempeñaban como funcionarios: un presidente, un vicepresidente (inicialmente William I. Mann) y una secretaria-tesorera (inicialmente Mary Russell). 
Los estatutos estipulaban que los funcionarios serían elegidos entre los directores y elegidos anualmente mediante votación. Los miembros de la junta ocuparían sus cargos de por vida a menos que sean destituidos por el voto de dos tercios de los accionistas. Las vacantes en la junta directiva resultantes de muerte, renuncia o destitución se cubrirían por mayoría de votos de los miembros restantes de la junta directiva dentro de los 20 días; si dichas vacantes no se cubrieran dentro de los 30 días, el presidente podría hacer un nombramiento, y los nombramientos durarían sólo hasta la siguiente reunión anual de la corporación, cuando las vacantes se cubrirían mediante elección.
Cualquiera que se suscribiera a $10 o más de los Tratados del Antiguo Testamento de la Sociedad Watch Tower o donara $10 o más a la sociedad era considerado miembro votante y tenía derecho a un voto por cada $10 donados. Russell indicó que a pesar de tener una junta directiva y accionistas, la sociedad estaría dirigida por sólo dos personas: él y su esposa María. Russell dijo que en diciembre de 1893 él y su esposa poseían 3705, o el 58 por ciento, de las 6383 acciones con derecho a voto, "y por lo tanto controlaban la Sociedad; y esto fue plenamente entendido por los directores desde el principio. Se entendió su utilidad, pasaría al frente en caso de nuestra muerte... Por esta razón, también, no se celebraron elecciones formales; porque sería una mera farsa, un engaño, convocar a accionistas con derecho a voto de todo el mundo, en gran medida gastos, para descubrir al llegar que su venida era inútil, ya que la hermana Russell y yo teníamos más de una mayoría sobre todos los que podían reunirse. Sin embargo, a nadie se le impidió asistir a tales elecciones ".  
La afluencia de donaciones diluyó gradualmente la proporción de acciones de los Russell y en 1908 sus acciones con derecho a voto constituían menos de la mitad del total. Russell enfatizó las limitaciones de la corporación, explicando: "La Zion's Watch Tower Tract Society no es una 'sociedad religiosa' en el sentido ordinario de este término". También afirmó: "Esta es simplemente una asociación comercial... No tiene credo ni Confesión. Es simplemente una conveniencia comercial para difundir la verdad". La incorporación de la sociedad significó que sobreviviría a Russell, por lo que las personas que desearan legarle su dinero o propiedades no tendrían que alterar su testamento si él muriera antes que ellos. El 19 de septiembre de 1896, el nombre de la corporación se cambió a Watch Tower Bible and Tract Society.
Desde 1908, Russell exigió a los directores que escribieran sus renuncias cuando fueron nombrados para que Russell pudiera despedirlos simplemente ingresando la fecha. En 1909, Russell encargó al asesor legal Joseph Franklin Rutherford que determinara si la sede de la Sociedad Watch Tower podía trasladarse a Brooklyn, Nueva York. Rutherford informó que debido a que se había establecido bajo la ley de Pensilvania, la corporación no podía registrarse en el estado de Nueva York, pero sugirió que se registrara allí una nueva corporación para realizar el trabajo de la sociedad. Posteriormente, Rutherford organizó la formación de la Asociación del Púlpito del Pueblo, que se constituyó el 23 de febrero de 1909, y redactó los estatutos que otorgaban al presidente (que sería elegido vitalicio en la primera reunión) "poder y control absolutos" de sus actividades en Nueva York. York. La sociedad vendió sus edificios en Pittsburgh y trasladó al personal a su nueva base en Brooklyn. Aunque todas las propiedades de Nueva York se compraron a nombre de la corporación de Nueva York y todos los asuntos legales de la sociedad se hicieron en su nombre, Russell insistió en el uso continuo del nombre de la Sociedad Watch Tower en toda la correspondencia y publicaciones.
El traslado de Pensilvania a Nueva York se produjo durante un proceso judicial por la ruptura del matrimonio de Russell. A su esposa Mary se le había concedido un "divorcio limitado" el 4 de marzo de 1908, pero en 1909 regresó al tribunal de Pittsburgh para solicitar un aumento de la pensión alimenticia, que su ex marido rechazó. Los autores Barbara Grizzuti Harrison y Edmond C. Gruss han afirmado que el traslado de Russell a Brooklyn fue motivado por su deseo de trasladarse de la jurisdicción de los tribunales de Pensilvania. Afirman que transfirió todos sus bienes a la Sociedad Watch Tower para poder declararse en quiebra y evitar ser encarcelado por no pagar la pensión alimenticia.
En 1914, se constituyó en Gran Bretaña la Asociación Internacional de Estudiantes de la Biblia para administrar los asuntos de ese país. Al igual que la People's Pulpit Association, era subsidiaria de la organización matriz de Pensilvania y todo el trabajo realizado a través de ambas subsidiarias se describió como trabajo de la Sociedad Watch Tower. La publicación La Torre del Vigía señaló: "El editor de La Torre del Vigía es el presidente de estas tres Sociedades. Toda la responsabilidad financiera relacionada con la obra procede de [la corporación de Pensilvania]. De ella, las demás Sociedades y todas las ramas de la obra reciben su sustento financiero. apoyo... utilizamos a veces un nombre y otras veces el otro en varias partes de nuestro trabajo; sin embargo, al final todos se refieren a la Sociedad Watch Tower, a la que se deben hacer todas las donaciones".

### Presidencia de Rutherford
Russell murió el 31 de octubre de 1916 en Pampa, Texas, durante un viaje de predicación por el país. El 6 de enero de 1917, Joseph Franklin Rutherford, miembro de la junta directiva y asesor jurídico de la Sociedad Watch Tower, de 47 años, fue elegido presidente de la sociedad, sin oposición, en la convención de Pittsburgh. Bajo su presidencia, el papel de la Sociedad Watch Tower experimentó un cambio importante. Los estatutos aprobados tanto por la convención de Pittsburgh como por la junta directiva establecían que el presidente sería el director ejecutivo y director general de la sociedad, lo que le otorgaría pleno control de sus asuntos en todo el mundo.
En junio de 1917, cuatro de los siete directores de la Sociedad Watch Tower, Robert H. Hirsh, Alfred I. Ritchie, Isaac F. Hoskins y James D. Wright, habían decidido que se habían equivocado al respaldar los poderes ampliados de gestión de Rutherford, afirmando que Rutherford se había convertido en autocrático. Hirsch intentó rescindir los nuevos estatutos y reclamar los poderes de gestión del presidente, pero Rutherford afirmó más tarde que para entonces había detectado una conspiración entre los directores para tomar el control de la sociedad. En julio, Rutherford obtuvo una opinión legal de un abogado corporativo de Filadelfia de que ninguno de sus oponentes era legalmente director de la sociedad.
El 12 de julio de 1917, Rutherford llenó lo que, según él, eran cuatro vacantes en la junta, nombrando a A. H. Macmillan y a los estudiantes de la Biblia de Pensilvania W. E. Spill, J. A. Bohnet y George H. Fisher como directores. Entre agosto y noviembre, la Sociedad Watch Tower y los cuatro directores derrocados publicaron una serie de panfletos, en los que cada lado acusaba al otro de conducta ambiciosa e imprudente. Los ex directores también afirmaron que Rutherford había exigido a todos los trabajadores de la sede que firmaran una petición en su apoyo y amenazaron con el despido a cualquiera que se negara a firmar. Los ex directores abandonaron la sede de Brooklyn el 8 de agosto de 1917. El 5 de enero de 1918, Rutherford regresó al cargo. 
En mayo de 1918, Rutherford y otros siete directores y funcionarios de la Sociedad Watch Tower fueron arrestados bajo cargos de sedición bajo la Ley federal de Espionaje. El 21 de junio de 1918 fueron condenados a 20 años de prisión. Rutherford temía que sus oponentes obtuvieran el control de la sociedad en su ausencia, pero el 2 de enero de 1919 se enteró de que había sido reelegido presidente en la convención de Pittsburgh el día anterior. Sin embargo, a mediados de 1919, aproximadamente uno de cada siete Estudiantes de la Biblia había elegido irse en lugar de aceptar el liderazgo de Rutherford, formando escisiones como The Stand Fast Movement, Paul Johnson Movement, Dawn Bible Students Association, Pastoral Bible Institute of Brooklyn, Elijah Voice Movement, y Sociedad del Águila. 
Aunque se formó como una "conveniencia comercial" con el propósito de publicar y distribuir literatura basada en la Biblia y administrar los fondos necesarios para esa tarea, a partir de la década de 1920 la corporación comenzó su transformación en la "sociedad religiosa" que Russell había insistido en que no era, introduciendo control y regulación centralizados de las congregaciones de Estudiantes de la Biblia en todo el mundo. En 1938, Rutherford introdujo el término "teocracia" para describir el liderazgo jerárquico de los testigos de Jehová- La revista Consolación explicó: "La Teocracia es actualmente administrada por la Sociedad Watch Tower Bible and Tract, de la cual el juez Rutherford es presidente y director general. " La sociedad nombró "siervos de zona" para supervisar las congregaciones y en un artículo de la Watchtower, Rutherford declaró la necesidad de que las congregaciones "se alinearan" con la estructura cambiada.  

### Presidencia de Knorr
Tras la muerte de Rutherford en 1942, Nathan H. Knorr llegó a ser presidente de la Sociedad Watch Tower y posteriormente introdujo más cambios en el papel de la sociedad. En una serie de charlas pronunciadas en Pittsburgh el 30 de septiembre de 1944, coincidiendo con la reunión anual de la sociedad, se anunció que se harían cambios en los estatutos de 1884 para ponerlos en "una mayor armonía con los principios teocráticos". Las enmiendas, la mayoría de las cuales fueron aprobadas por unanimidad, alteraron significativamente los términos de membresía y declararon por primera vez que los propósitos de la sociedad incluían predicar sobre el reino de Dios, actuar como servidor y agencia gobernante de los testigos de Jehová y enviar misioneros y maestros para el adoración pública a Dios y a Jesucristo. La nueva carta, que entró en vigor el 1 de enero de 1945, incluyó los siguientes cambios:
- Una explicación modificada y ampliada del artículo II, que detalla el propósito de la Sociedad Watch Tower. Esto incluía la predicación del evangelio del reino de Dios a todas las naciones; imprimir y distribuir Biblias y difundir verdades bíblicas con literatura que explique las verdades bíblicas y las profecías relativas al establecimiento del reino de Dios; autorizar y nombrar agentes, sirvientes, empleados, maestros evangelistas, misioneros, ministros y otros "para ir por todo el mundo públicamente y de casa en casa a predicar verdades bíblicas a personas dispuestas a escuchar, dejando con dichas personas dicha literatura y conduciendo la Biblia estudios al respecto"; mejorar mental y moralmente a las personas mediante la instrucción "sobre la Biblia y temas científicos, históricos y literarios incidentales"; establecer y mantener escuelas y clases bíblicas; "enseñar, capacitar, preparar y equipar a hombres y mujeres como ministros, misioneros, evangelistas, predicadores, maestros e instructores en la Biblia y la literatura bíblica, y para el culto público cristiano de Dios Todopoderoso y Jesucristo" y "arreglar y mantener asambleas locales y mundiales para tal adoración".
- Una enmienda al artículo V, que detalla los requisitos para ser miembro de la Sociedad Watch Tower. Anteriormente, cada donación de 10 dólares a los fondos de la sociedad daba derecho al contribuyente a una acción con derecho a voto; la enmienda limitaba la membresía a "sólo hombres que sean testigos maduros, activos y fieles de Jehová que dediquen tiempo completo al desempeño de uno o más de sus propósitos establecidos... o hombres que dediquen tiempo parcial como ministros presidentes activos o siervos de congregaciones". de los testigos de Jehová". El artículo enmendado estipulaba que "un hombre que se encuentre en armonía con los propósitos de la Sociedad y que posea las calificaciones anteriores podrá ser elegido miembro previa propuesta de un miembro, director o funcionario, o mediante solicitud escrita a la presidente o secretario. Dichos miembros serán elegidos cuando la Junta Directiva determine que poseen las calificaciones necesarias y mediante la mayoría de votos de los miembros." La enmienda limitó la membresía en cualquier momento a entre 300 y 500, incluidos aproximadamente siete residentes de cada uno de los 48 estados de EE. UU. También introdujo una cláusula que preveía la suspensión o expulsión de un miembro por violar intencionalmente las reglas de la sociedad, o "no estar en armonía con cualquiera de los propósitos de la Sociedad o cualquiera de sus trabajos o por una conducta intencional perjudicial para los mejores intereses de la Sociedad". y en contra de sus deberes como miembro, o al dejar de ser siervo de tiempo completo de la Sociedad o siervo de tiempo parcial de una congregación de los testigos de Jehová".
- Una enmienda al artículo VII, que trata del gobierno de la Sociedad Watch Tower por su junta directiva. La enmienda eliminó la referencia al cumplimiento de la constitución y las leyes de Pensilvania de Estados Unidos. También especificaba los poderes de la junta, incluidas cuestiones de finanzas y propiedad.
- Una enmienda al artículo VIII, que detalla los titulares de cargos de la Sociedad Watch Tower y los términos del mandato y método de nombramiento de funcionarios y directores. Se eliminó una cláusula que establecía que los miembros del consejo serían vitalicios en sus cargos. La nueva cláusula preveía una membresía en la junta directiva por un máximo de tres años, y los directores podían ser reelegidos al vencimiento de su mandato.[45]

## Cuerpo gobernante

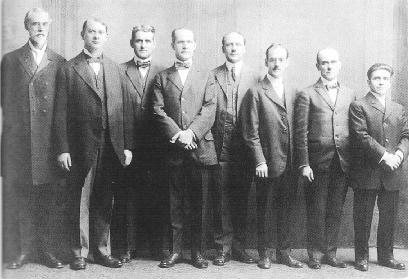
Consejo directivo en 1918. Desde izquierda a derecha: W. E. Van Amburgh, J. F. Rutherford, A. H. Macmillan, R. J. Martin, F. H. Robison, C. J. Woodworth, G. H. Fisher, G. De Cecca.

En el contexto del cisma ocurrido en la organización tras las predicciones y profecías sobre 1975, en 1976, las decisiones a nivel doctrinario y teológico pasaron bajo la administración del Cuerpo gobernante de los testigos de Jehová [cita requerida], el consejo rector de los Testigos a nivel mundial, reduciendo las facultades de la presidencia de la sociedad.La sociedad ha descrito el cambio como "uno de los reajustes organizativos más significativos en la historia moderna de los testigos de Jehová".

## Intereses y operaciones en el sector editorial
La corporación es una importante editorial de publicaciones religiosas, incluidos libros, tratados, revistas y Biblias. En 1979, la Sociedad Watch Tower tenía 39 sucursales de imprenta en todo el mundo. En 1990, se informó que en un año la sociedad imprimió 696 millones de ejemplares de sus revistas La Atalaya y ¡Despertad! así como otras 35.811.000 ejemplares de publicaciones en todo el mundo, que los testigos de Jehová ofrecen puerta a puerta.  En 2013, la sociedad imprime más de 43 millones de números públicos de estas revistas cada mes, por un total de más de mil millones al año.
La Sociedad Watch Tower describe al personal de su sede y sucursal como voluntarios en lugar de empleados, y los identifica como miembros de la Orden Mundial de Siervos Especiales de Tiempo Completo de los Testigos de Jehová. Los trabajadores reciben un pequeño estipendio mensual que incluye comidas y alojamiento proporcionado por la sociedad. La "familia Betel" en la sede de Brooklyn incluye peluqueros, dentistas, médicos, amas de casa y carpinteros, así como talleres de reparación de electrodomésticos, relojes, zapatos y ropa sin cargo por mano de obra.   
La Sociedad Watch Tower no presenta ninguna cifra financiera accesible al público, pero informó en 2011 que había gastado más de 173 millones de dólares ese año "en el cuidado de los precursores especiales, misioneros y superintendentes viajantes en sus asignaciones de servicio del campo". Las donaciones obtenidas de la distribución de literatura son una importante fuente de ingresos, la mayor parte de los cuales se utiliza para promover sus actividades evangélicas. 
El autor James Beckford ha afirmado que el estatus de los miembros votantes de la Sociedad Watch Tower es puramente simbólico. Dijo que no pueden ser considerados representantes de la masa de los testigos de Jehová y no están en posición de desafiar las acciones o la autoridad de los directores de la sociedad.

## Intereses y activos en el sector inmobiliario

### Otros países
En 1900, la Sociedad Watch Tower abrió su primera sucursal en el extranjero, en Gran Bretaña. Le siguió Alemania en 1903 y Australia en 1904. En 1979, la sociedad tenía 39 sucursales de imprenta en todo el mundo, con instalaciones transferidas a propiedades agrícolas en muchos países, incluidos Brasil, Suecia, Dinamarca, Canadá y Australia. En 2011, la sociedad tenía 98 sucursales en todo el mundo que dependían directamente de la casa matriz; Las oficinas de otras naciones dependen de grandes sucursales cercanas.  

### Estados Unidos
La corporación se ubicó por primera vez en 44 Federal Street, Allegheny, Pensilvania (la ciudad fue anexada por Pittsburgh en 1907), pero en 1889 se mudó a "Bible House", un local de nueva construcción en 56–60 Arch Street, Allegheny, propiedad de Russell's. propiedad de Tower Publishing Company. El nuevo edificio contenía un salón de actos con capacidad para unas 200 personas, así como instalaciones editoriales, de impresión y envío, y viviendas para parte del personal. El título del edificio fue transferido en abril de 1898 a la Watch Tower Bible and Tract Society.
En 1909, la Sociedad Watch Tower trasladó su base a Brooklyn. Una casa parroquial de piedra rojiza de cuatro pisos que anteriormente era propiedad del clérigo congregacionalista y reformador social Henry Ward Beecher en 124 Columbia Heights se convirtió en una residencia para un personal de la sede de 30 personas, así como una oficina para Russell. Se compró un antiguo edificio de la iglesia de Plymouth en 13-17 Hicks Street y se convirtió en la sede de la Watch Tower, con espacio para 350 empleados. Contenía un salón de actos con capacidad para 800 personas, un departamento de envío e instalaciones de impresión.
La Torre del Vigía anunció: "El nuevo hogar lo llamaremos 'Betel', y la nueva oficina y auditorio, 'El Tabernáculo de Brooklyn'; estos nombres reemplazarán el término 'Casa de la Biblia'". En octubre de 1909, se construyó un edificio contiguo en 122 Se compró Columbia Heights. En 1911, se construyó un nuevo bloque residencial de nueve pisos en la parte trasera de la sede, frente a Furman Street y con vista al paseo marítimo de Brooklyn. El Tabernáculo de Brooklyn se vendió en 1918 o 1919.   
Se establecieron instalaciones de imprenta en Myrtle Street, Brooklyn, en 1920. La Sociedad Watch Tower imprimió en esa planta el número de The Watch Tower del 1 de febrero de 1920. Dos meses después, la planta empezó a imprimir La edad de oro. En 1922, la imprenta se trasladó a un edificio de seis pisos en el número 18 de Concord Street, Brooklyn. En 1926 se trasladó a un local más grande, un nuevo edificio de ocho pisos en 117 Adams Street, Brooklyn, momento en el que se reconstruyó y amplió la sede de la sociedad. En diciembre de 1926, se compró un edificio en 126 Columbia Heights. Un mes después, los tres edificios de 122 a 126 Columbia Heights fueron demolidos y reconstruidos para alojamiento y oficinas ejecutivas, utilizando la dirección oficial de 124 Columbia Heights.
En 1946, se compró una propiedad que rodeaba la fábrica de Adams Street para ampliar las operaciones de impresión. Cuando se completó en 1949, la fábrica ocupaba una cuadra entera, delimitada por las calles Adams, Sands Pearl y Prospect. Se compraron cinco propiedades más contiguas a 124 Columbia Heights para un edificio de 10 pisos. A finales de la década de 1950, se compró una propiedad en 107 Columbia Heights, frente a 124 Columbia Heights. En 1960 se construyó allí un edificio de viviendas para el personal. Se construyeron más residencias en 119 Columbia Heights en 1969.  
La Atalaya detalló una mayor expansión en las décadas de 1950 y 1960: "En 1956, se construyó un edificio de 13 pisos en 77 Sands Street. Luego, justo al otro lado de la calle, se compró otro (edificio de 10 pisos) en 1958. En 1968, un edificio contiguo Se completó una nueva imprenta de 11 pisos. Junto con la fábrica en 117 Adams Street, estas cuatro cuadras de la ciudad están unidas por puentes elevados. Luego, en noviembre de 1969, se compró el complejo Squibb ubicado a unas cuadras de distancia. "
La Sociedad Watch Tower compró el Towers Hotel en 79–99 Willow Street en 1974 para alojamiento, que está conectado con las otras propiedades de la sociedad en Columbia Heights a través de túneles. En 1978, se renovó una propiedad en 25 Columbia Heights para usarla como oficinas. A principios de la década de 1980, se compraron propiedades en 175 Pearl Street y 360 Furman Street para uso de fábrica y oficinas. En marzo de 1983 se compró y renovó un edificio en 360 Furman Street, proporcionando casi 9 hectáreas de espacio para envíos, carpintería y construcción. El Bossert Hotel en 98 Montague Street fue comprado en 1983 como edificio residencial. ,    
97 Columbia Heights, el antiguo sitio del Margaret Hotel, fue comprado en 1986. Estaba idealmente ubicado junto a las residencias WTBTS en 107 y 124 Columbia Heights y fácilmente podría conectarse con el complejo principal al otro lado de la calle. mediante un túnel subterráneo. En el lugar se construyó un edificio residencial de 11 pisos para albergar a 250 trabajadores. En diciembre de 1986 se compró una propiedad en 90 Sands Street. En 1995 se completó en el lugar un edificio residencial de 30 pisos para 1.000 trabajadores. Una publicación de 1996 enumeró otros edificios residenciales de la Watch Tower en Brooklyn, incluido el Bossert Hotel de 12 pisos, 34 Orange Street (1945), el Standish Arms Hotel en 169 Columbia Heights (1981), 67 Livingston Street (1989) y 108 Joralemon Street (1988).  
En 1963 y 1967 se compraron dos propiedades conocidas como Watchtower Farms, en Wallkill, 160 kilómetros (99 millas) al norte de Brooklyn y con un total de 1200 hectáreas (3000 acres). Se construyeron fábricas en 1973 y 1975. En 2012-2014, la Watch Tower La sociedad añadió un edificio de oficinas, un edificio residencial y un garaje.Las fábricas se construyeron en 1973 y 1975. En 1984, la sociedad pagó 2,1 millones de dólares por una granja de 270 hectáreas en Patterson, Nueva York, para un desarrollo que incluía 624 apartamentos, garajes para 800 coches y un hotel de 149 habitaciones. Otras compras rurales incluyeron una granja de 220 hectáreas (540 acres) cerca de South Lansing, Nueva York, y una granja de 60 hectáreas (150 acres) cerca de Port Murray, Nueva Jersey.d 1975.    
En febrero de 2009, la Sociedad Watch Tower pagó 11,5 millones de dólares por 100 hectáreas de terreno en Ramapo, Nueva York, para un complejo administrativo y residencial. Se informó que el sitio se planeó como base para unos 850 trabajadores de la Watch Tower, creando un complejo que combina instalaciones residenciales y editoriales actualmente ubicadas en Brooklyn. Un portavoz de los Testigos dijo que el terreno estaba actualmente dividido en zonas para uso residencial, pero que se presentaría una solicitud para rezonificarlo, y agregó que "la construcción tardará varios años".
Un año después, la Sociedad Watch Tower anunció que planeaba trasladar su sede mundial de Brooklyn a un complejo propuesto de ocho edificios, reemplazando el complejo preexistente de cuatro edificios en una propiedad de 100 hectáreas de la Watch Tower en Warwick, Nueva York, 1.5 km de su sitio en Ramapo. Una presentación de la Watch Tower a las autoridades de planificación de Warwick dijo que el complejo albergaría hasta 850 personas. En julio de 2012, la comisión de planificación de Warwick aprobó la declaración de impacto ambiental para la construcción del sitio de Warwick. En julio de 2013, Warwick aprobó los planos de construcción del complejo de edificios múltiples de la nueva sede, incluidos cuatro edificios residenciales de 588 habitaciones para unas 1.000 personas.   
En agosto de 2011, se compró una propiedad de 50 acres en Tuxedo, Nueva York, con 184.000 pies cuadrados de construcción, por 3,2 millones de dólares, a seis millas del sitio de Warwick para facilitar la instalación de maquinaria y materiales de construcción. La Sociedad Watch Tower compró un edificio de apartamentos de 48 unidades en Suffern, Nueva York, cerca de Warwick, Nueva York, para albergar a trabajadores temporales de la construcción en junio de 2013. En diciembre de 2014, la sociedad compró Rivercrest Luxury Apartments de 250 unidades en Fishkill, Dutchess. Condado, Nueva York. El precio de venta no fue publicado, aunque los impuestos sobre la venta indicaron una transacción de 57 millones de dólares. Los contratos de arrendamiento actuales no se renovarán.  
En 2004, la Sociedad Watch Tower comenzó a transferir sus operaciones de impresión a su complejo fabril en Wallkill. La medida desencadenó la venta de varias fábricas y propiedades residenciales en Brooklyn,         entre ellas:
- 360 Furman Street, vendido en 2004 por 205 millones de dólares;
- 67 Livingston Street, (apodado Sliver) se vendió en 2006 por 18,6 millones de dólares.
- 89 Hicks Street, vendido en 2006 por 14 millones de dólares.
- Standish Arms Hotel, 169 Columbia Heights, se vendió en 2007 por 50 millones de dólares.
- 183 Columbia Heights, comprado en 1986, puesto a la venta en 2007 y vendido en abril de 2012 por 6,6 millones de dólares.
- 161 Columbia Heights, comprado en 1988, puesto a la venta en 2007 y vendido en marzo de 2012 por 3 millones de dólares.
- 165 Columbia Heights, puesto a la venta en 2007 y vendido en enero de 2012 por 4,1 millones de dólares.
- 105 Willow Street, puesto a la venta en 2007 y vendido en abril de 2012 por 3,3 millones de dólares.
- 34 Orange Street, puesto a la venta en 2007 y vendido en noviembre de 2012 por 2.825.000 dólares.
- Bossert Hotel, 98 Montague Street, comprado en 1983, puesto a la venta en 2008. Vendido en 2012 a un promotor hotelero, Rosewood Realty Group, por 81 millones de dólares.
- 50 Orange Street, comprado en 1988, renovado para venderse en 2006 y vendido en diciembre de 2011 por 7,1 millones de dólares.
- 67 Remsen Street, puesto a la venta en julio de 2012 y vendido el mismo año por 3,25 millones de dólares.
- Tres propiedades contiguas (173 Front Street, 177 Front Street y 200 Water Street) se vendieron juntas por 30,6 millones de dólares en abril de 2013 a Urban Realty Partners.
- 55 Furman Street, 400.000 pies cuadrados, está a la venta a partir de junio de 2013.
- Cinco propiedades contiguas (175 Pearl Street, 55 Prospect Street, 81 Prospect Street, 117 Adams Street y 77 Sands Street con un total de 700.000 pies cuadrados), ofrecidas a la venta en septiembre de 2011, bajo contrato a partir de julio de 2013 para una compra de tres empresas. -afuera. Un sexto edificio (90 Sands Street, aproximadamente 500,000 pies cuadrados, un edificio de 505 habitaciones y 30 pisos) en esta venta se lanzará en 2017, después de la finalización programada de la nueva sede de los Testigos de Jehová en Warwick, Nueva York. . Las propiedades están bajo contrato por $375 millones de dólares al finalizar la venta.
- A partir de junio de 2013 se venden dos plazas de aparcamiento privadas.
- 124 Columbia Heights, comprado en 1909, se vendió en mayo de 2016 a Vincent Viola de los Florida Panthers por 105 millones de dólares.

En 2016, se pusieron a la venta tres propiedades más valoradas entre 850 y 1.000 millones de dólares, incluido el edificio de la sede. La Sociedad Watch Tower llegó a un acuerdo para vender la sede de Columbia Heights por 700 millones de dólares. La Sociedad Watch Tower vendió el complejo 25/30 Columbia Heights junto con los sitios contiguos 50 y 58 Columbia Heights y 55 Furman Street el 3 de agosto de 2016, por $340 millones de dólares.  
En 2011, se informó que la Sociedad Watch Tower todavía poseía 34 propiedades en Brooklyn; un informe de 2009 calculó "una docena o más" de propiedades en el área de Brooklyn. En un informe de noticias de 2010, la sociedad dijo que "no estaba promoviendo activamente" la venta de ocho propiedades de Brooklyn que aún estaban en el mercado. Las nueve propiedades restantes de la sociedad sin vender en Brooklyn son 97, 107 y 119 Columbia Heights; 80 y 86 Calle Sauce; 21 Clark Street (Hotel Torres); estacionamientos en 67 Furman Street, 1 York Street y 85 Jay Street; y 90 Sands Street ya acordaron venderse en 2017. Muchos edificios vendidos se vaciarán para 2017. Las propiedades y los estacionamientos de Furman Street están a la venta actualmente como se indicó anteriormente.   

## Presidentes
| Presidente                 | Período   |
| -------------------------- | --------- |
| William Henry Conley       | 1881-1884 |
| Charles Taze Russell       | 1884-1916 |
| Joseph Franklin Rutherford | 1917-1942 |
| Nathan Homer Knorr         | 1942-1977 |
| Frederick William Franz    | 1977-1992 |
| Milton G. Henschel         | 1992-2000 |
| Don Alden Adams            | 2000-2014 |
| Robert Ciranko             | Presente  |

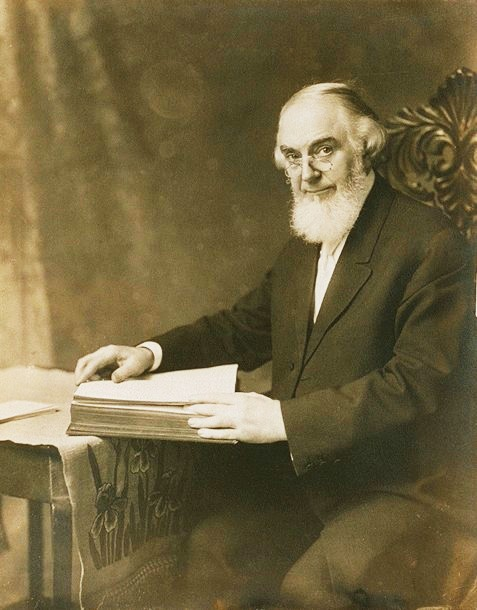
Charles Taze Russell, fundador de la editorial y corporación y 2° Presidente de la Watchtower.

Desde Charles Taze Russell hasta Milton G. Henschel, los presidentes de la Sociedad eran parte de Los ungidos. Sin embargo, a partir de Adams, los presidentes no forman parte del Cuerpo Gobernante, por lo que no toman parte en dar guía espiritual a los Testigos de Jehová.